# Ruby (cantante egipcia)
Rania Hussein Mohammed Tawfik (en árabe: رانيا حسين محمد توفيق‎; nacida el 8 de octubre de 1981 en El Cairo), conocida artísticamente como Ruby, es una cantante, actriz y modelo ocasional egipcia que logró el reconocimiento en el mundo árabe con su sencillo de 2003 "Enta Aref Leih".

## Biografía

### Carrera musical
El vídeoclip de la canción "Enta Aref Leih" (2003) fue dirigido por Sherif Sabri y fue un éxito rotundo en el oriente medio en el año 2003. Ruby fue criticada por los medios de comunicación por aparecer en el mismo con un provocativo traje de danza del vientre. A pesar de esta crítica, el exitoso sencillo llevó a Ruby a la luz pública y le valió el reconocimiento nacional.
Su segundo vídeo fue publicado a comienzos del 2004 y fue titulado "Leih Beydary Kedah" y dirigido por Sherif Sabri. En esta producción nuevamente se incluyeron escenas provocativas que llamaron la atención de los medios. Su tercer vídeo musical, "El Gharaam (Koll Amma A'ollo Ah)" presentó escenas de la película de Ruby, Saba' Wara'aat Kotcheena. Esta película fue prohibida en algunos países del mundo árabe por contener temáticas adultas.
Ruby fue interrogada en numerosas entrevistas sobre su estilo provocativo y sus movimientos sugerentes, a lo que respondió que no se consideraba a sí misma como un símbolo sexual. También se rumoreaba que estaba casada con su mánager, Sherif Sabri, pero ambos se encargaron de negar dicha afirmación.
En 2008 publicó el sencillo Yal Ramoush y se encargó de cantar la canción oficial de la banda sonora de la película Awwel Marra.

## Discografía
- Eba'a Abelni (2004)
- Meshit Wara Ehsasy (مشيت ورا إحساسى 2007)
- Inta Jubnya Keda (2009)

## Filmografía
| Año  | Película                 | Título internacional                | Notas |
| ---- | ------------------------ | ----------------------------------- | --- |
| 2000 | Film Saqafi              | Cultural film                       | |
| 2001 | Sokoot Hansawwar         | Silence, We're Rolling              | |
| 2004 | Sabaa' Waraqat Kotsheena | 7 Cards                             | |
| 2008 | Leilet El BabyDoll       | The BabyDoll Night                  | |
| 2008 | Al Waad                  | The Promise                         | |
| 2010 | Al Shawq                 | Longing                             | Ganadora del premio Golden Pyramid en la edición número 34 del Festival Internacional de Cine de El Cairo |
| 2013 | Al Harami Wal Abeet      | The Thief and the Idiot             | |
| 2016 | Al Hafla                 | The Party                           | |
| 2017 | Al Kanz                  | The Treasure: Truth and Imagination | |